# Burao
Burao (somali:  Burco, em árabe: برعو) é uma cidade da Somalilândia, capital da região de Togdheer. Estima-se uma população em torno de 400 000 habitantes em 2007. Burco é a segunda cidade mais populosa da Somalilândia, após Hargeisa.

## Historia
Como Hargeisa, Burao foi duramente bombardeada na década de 80 pelo ditador somali Siad Barre. Ela foi também o local da declaração de independência da Somalilândia em 1991. Da mesma forma que as demais cidades do norte do país, Burao tem sido reconstruída com ajuda externa, com isso, a cidade vem se desenvolvendo rapidamente com a entrada de recursos e com a população das áreas rurais que tem mudado para a cidade.

## População
A população de Burao vem crescendo rapidamente, de 100 000 habitantes, aproximadamente, em 1991 para mais de 400 000 habitantes em 2007.

## Geografia
O clima em Burao é quente e seco durante o ano todo. A média da temperatura durante o dia nos meses de junho a agosto (verão) pode ultrapassar 35 °C, com a mínima de 25 °C a noite. Nos demais meses do ano a temperatura média durante o dia é de 27 °C e a noite 14 °C. Os poucos períodos de chuva geralmente ocorrem em dezembro e maio.
A cidade é cortada pelo rio Togdheer. O rio fica freqüentemente seco, porém está sujeito a cheias, nestes períodos a cidade fica dividida ao meio, podendo ser atravessada por uma ponte localizada no centro da cidade.
- Latitude: 9° 31' Norte
- Longitude: 45° 32' Leste
- altitude: 1 034 metros